# Timoteo II de Alejandría

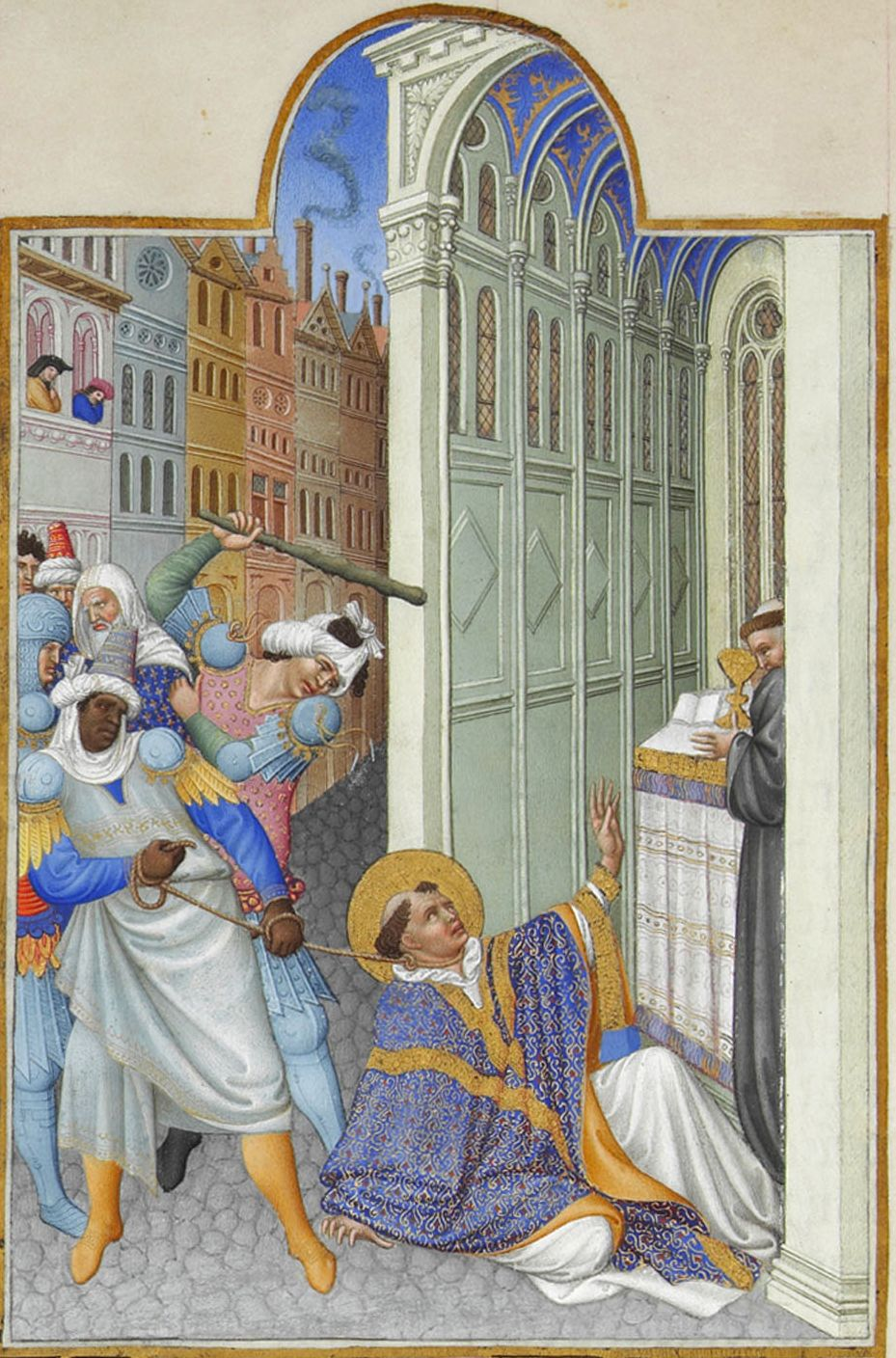
Pinturas de San Marcos, Tortura de los mártires cristianos, Très Riches Heures du Duc de Berry

Timoteo II de Alejandría (fallecido en 477), también conocido como Timoteo Eluro, Αἴλουρος/Aelurus (del griego gato por su pequeña complexión o en este caso, probablemente "comadreja"), consiguió por dos veces llegar a ser patriarca de Alejandría (Calcedonio).
Fue elegido y consagrado después de la muerte del exiliado Dióscoro I de Alejandría en el año 454 por los opositores miafisitas del Concilio de Calcedonia e inmediatamente pasó a la clandestinidad.
Después de que Proterio de Alejandría, patriarca de Alejandría posterior al Concilio de Calcedonia, fuese asesinado en el baptisterio por instigación de Timoteo durante la Semana Santa del 457, volvió abiertamente a Alejandría como patriarca. 
En el 460, el emperador León I lo expulsó de Alejandría e instaló al calcedonio Timoteo III de Alejandría como patriarca.
Una rebelión en el 475 llevó de nuevo a Timoteo a Alejandría, donde gobernó como patriarca hasta su muerte.
Como consecuencia de los acontecimientos anteriores, la división entre coptos y ortodoxos llegó a un punto en que se produjo finalmente la separación de las Iglesias, formando los últimos su propia Iglesia, con un patriarca propio.
Es conmemorado en el Sinaxario copto en el día 12 de Amshir.
| Predecesor: Dióscoro I de Alejandría | Papa de la Iglesia copta 454-477 | Sucesor: Pedro III de Alejandría |

| Predecesor: Proterio de Alejandría (Calcedonio) | Patriarca de Alejandría 457-460 | Sucesor: Timoteo III de Alejandría (Calcedonio) |

| Predecesor: Timoteo III de Alejandría (Calcedonio) | Patriarca de Alejandría 475-477 | Sucesor: Pedro III de Alejandría (Miafisita) |